# Alberto Spigaroli
Alberto Spigaroli (Besenzone, 13 gennaio 1922 – Roma, 18 agosto 2014) è stato un politico italiano, eletto senatore per la Democrazia Cristiana nel collegio di Fidenza nel 1963 col 37% delle preferenze.
Fu sindaco di Piacenza dal 1961 al 1963.

## Biografia

### L'esperienza militare
Studente dell'università Cattolica di Milano, al momento della proclamazione dell'armistizio si trova a Torre Santa Susanna con il 17º battaglione allievi ufficiali granatieri. Con la liberazione del paese da parte degli alleati e la costituzione, nel novembre 1943, del Primo Raggruppamento Motorizzato, prima unità inquadrata nell'Esercito Cobelligerante Italiano, si arruola volontario venendo inserito nel secondo plotone della seconda compagnia del primo battaglione del 67º reggimento fanteria. Partecipa quindi alla battaglia di Montelungo ai primi di dicembre, culminata con la conquista del paese, avvenuta il 16 dicembre.
Verso la fine del gennaio 1944 viene assegnato, col suo reggimento, alla 210ª Divisione ausiliaria, operante nelle retrovie del fronte di Cassino in servizi ausiliari di supporto agli alleati impegnati sul fronte. Aggregato poi all'88ª divisione del II corpo d'armata americano viene trasferito a Minturno, sempre con compiti ausiliari/di riserva. Nel mese di giugno viene inviato a Roma per un mese per il servizio di guardia del Quirinale, a seguito del rientro nella capitale del luogotenente del regno Umberto di Savoia. Terminato il servizio al Quirinale, si ricongiunge con il resto del reggimento seguendo la risalita verso nord delle truppe americane. Nel mese di novembre viene promosso sottotenente per meriti di guerra, venendo trasferito prima a Teano e poi a Cesano di Roma dove si occupa, fino al termine delle ostilità, della direzione della mensa ufficiali del battaglione. Nell'ottobre 1945 ottiene il congedo illimitato per il completamento degli studi universitari, terminando così la sua esperienza militare.

### Gli anni '60/'70 e la carriera politica
Dopo la laurea diventa professore insegnando storia e italiano in istituti di Lodi e Piacenza. Tra il 1955 e il 1961 è membro della segreteria generale del Sindacato Nazionale Scuola Media, dirigendone inoltre la pubblicazione settimanale “Il rinnovamento della Scuola”.
Tra il 1961 e il 1963 è sindaco di Piacenza. Nelle elezioni politiche del 1963 si candida al Senato per la lista DC-PRI nel collegio di Fidenza, venendo eletto ed iscrivendosi poi al gruppo della DC in Senato. Durante la legislatura è membro delle commissioni istruzione e lavoro.
A partire dal 1965 diventa presidente dell'ente per il restauro e l'utilizzazione di palazzo Farnese, che negli anni ottiene i finanziamenti per il riscatto da parte del comune di Piacenza del palazzo e degli annessi fabbricati della Cittadella viscontea, nonché per l’allestimento dei Musei civici all'interno dello stesso.
Viene rieletto per la DC anche nelle elezioni del 1968, facendo di nuovo parte delle commissioni istruzione e lavoro, nonché della commissione parlamentare per la vigilanza sulle radiodiffusioni e, tra il 1969 e il 1972, dell'Assemblea parlamentare del Consiglio d'Europa. Conferma il seggio anche nel 1972 diventando vicesegretario del gruppo parlamentare della DC, restando membro delle commissioni istruzione vigilanza sulle radiodiffusioni e poi, dal 1973, membro delle commissioni per il parere al Governo sulle norme delegate in materia di stato giuridico del personale della scuola e sui testi unici concernenti la riforma tributaria
Con la formazione del quinto governo Rumor ricopre, a partire dal 16 marzo 1974 e fino alla caduta del governo, la carica di sottosegretario unico alla sanità. Nel successivo governo Moro IV è sottosegretario al neocostituito ministero dei beni culturali e ambientali, carica che mantiene anche col governo Moro V fino alla sua caduta nel luglio 1976. Nelle elezioni del 1976 si presenta alla Camera dei deputati nel collegio di Parma, non venendo tuttavia eletto. Diventa comunque deputato a partire dal febbraio dell'anno successivo. Durante la legislatura è membro della commissione affari costituzionali e, tra il 1978 e il 1979,  sottosegretario all'istruzione nel governo Andreotti IV.

### Gli ultimi anni
Abbandonato il Parlamento è per dieci anni membro del consiglio nazionale per i beni culturali e del Comitato di settore per i beni architettonici, ricoprendone anche la carica di vicepresidente, nonché membro dell'associazione ex parlamentari della Repubblica per la quale diventa vicepresidente vicario. A partire dal 1999 diventa consigliere del Gruppo strumentale Ciampi
Muore all'età di 92 anni in ospedale a Roma, in seguito ad un ricovero dovuto a problemi ai reni.
Dopo la morte, nel 2015 viene intitolata a suo nome la pinacoteca di palazzo Farnese a Piacenza.